# Ivanivský rajón (Oděská oblast)
Ivanivský rajón (ukrajinsky Іванівський район) byl rajón v Oděské oblasti na Ukrajině. Hlavním městem byla Ivanivka a rajón měl přibližně 26 tisíc obyvatel. 

## Sídla v rajónu
- Ivanivka
- Petrivka
- Radisne